# جيمس تايلر (متزلج جماعي)
جيمس تايلر (بالإنجليزية: James Tyler)‏ هو متزلج جماعي أمريكي، ولد في 9 أغسطس 1960 في شيكاغو في الولايات المتحدة.

## وصلات خارجية
- جيمس تايلر على موقع أوليمبيديا (الإنجليزية)